# جنین ترنر
 جنین ترنر (انگلیسی: Janine Turner؛ زادهٔ ۶ دسامبر ۱۹۶۲) یک هنرپیشه اهل ایالات متحده آمریکا است.
از فیلم‌ها یا برنامه‌های تلویزیونی که وی در آن نقش داشته است می‌توان به دکتر تی و زنان، ماگنولیاهای فولادی و میمون می‌درخشد اشاره کرد.